# DJ Грув
DJ Грув (настоящее имя Евгений Анатольевич Рудин; род. 6 апреля 1972, Апатиты, Мурманская область) — российский диджей, электронный музыкант, кинокомпозитор. Музыкальные пристрастия в плане диджеинга находятся в области стилей хаус, даунтемпо, техно и др.

## Биография
Родился 6 апреля 1972 года в городе Апатиты, Мурманская область. Учился в апатитской средней школе № 6 в одном классе с Андреем Малаховым. В 1987 году увлёкся брейк-дансом, танцевал в составе мурманской команды «Санаторий», выступал на втором по счёту брейк-фестивале «Архангельск '88» (26-27 марта 1988 года).
В 1989 году Рудин приехал из Мурманска в Ленинград и поступил на вокальное отделение при консерватории. Проучился там почти два года, пел арии и романсы Чайковского. В 1991 году один из его друзей привёл его на вечеринку на Фонтанке, где он впервые увидел, как диджеи играли музыку с виниловых пластинок. Там он познакомился с диджеями Алексеем Хаасом и Михаилом Воронцовым, у которых начал учиться диджейству, играя пластинки группы Orbital. Первое выступление Грува состоялось в 1992 году в клубе «Планетарий» после «Gagarin Party». В то время его программа состояла из нескольких стилей: он начинал с хауса, затем переходил к более жёсткому техно и заканчивал брейкбитом.
В 1992 году Грув входил в состав группы Not Found. Свою первую композицию в стиле брейкбит под названием «Мозаика» Грув записал совместно с Дмитрием Короневичем и Александром Архиповым. Также с группой Not Found был сделан известный трек «It’s Not Enough», изданный на сборнике «Moscow Beats, part 2». Ещё одна композиция, «Вивальди-бит», попала в чарты английского BBC Radio.
21 марта 1993 года Грув впервые выступил диджеем на дискотеке Jump («Джамп») Игоря Силиверстова в УСЗ «Дружба» в «Лужниках», в дальнейшем он стал выступать там по пятницам и воскресеньям. В своих сетах он играл модную на тот момент музыку в стиле транс, постепенно отходя от стиля техно.
В 1994 году через известного промоутера Евгения Жмакина DJ Грув познакомился с московским диджеем Дэном, который в то время играл музыку в стиле джангл в ночном клубе «Арлекино».
В 1995 году Грув переехал в Москву. Его первыми экспериментами в стиле джангл стали ремиксы на старые песни «Мальчишника», которые он создал при участии звукорежиссёра Яна Миренского в мае 1995 года. В том же году Грув и Дэн создали диджейскую ассоциацию Storm Crew, главной задачей которой является внедрение в массы джангл-музыки с помощью радио и джангл-вечеринок. Также стали ведущими авторской программы «Шторм» на радио «Станция» 1 ноября 1995 года. Некоторое время работал программным директором радиостанции «Станция 106,8 FM».
В 1996 году вместе с группой «Мальчишник» создал композицию «Голосуй или проиграешь» в качестве поддержки предвыборной кампании Бориса Ельцина во время президентских выборов в России 1996 года. Грув написал музыку, а «Дельфин» — текст. Режиссёр Виктор Конисевич снял видеоклип на песню на Комсомольской площади возле трёх вокзалов. По словам Грува, артисты поддержали Ельцина, поскольку никто не хотел возвращаться к коммунизму. Песня была создана специально для видеоклипа и никогда в дальнейшем не исполнялась музыкантами вживую.
В 1996 году фирма «Элиас Records» выпустила альбом ремиксов Грува на старые песни «Мальчишника» под названием «Мальчишник представляет Ди-джей Грув: Поговорим о сексе. Танцевальные ремиксы». По словам Грува, это были его первые эксперименты в стиле джангл, которые он создал при участии звукорежиссёра Яна Миренского в мае 1995 года.
В 1996 году получил известность в качестве автора композиции «Счастье есть» (с использованием голосов Михаила и Раисы Горбачёвых).
В 1997 году компания The Coca-Cola Company совместно с лейблом Extraphone выпустила на компакт-дисках мини-альбом «E.P. New Level» дуэта Storm Crew (DJ Дэн и DJ Грув) как приложение к третьему номеру журнала «Птюч». На релиз вошло четыре трека команды: «Step Off», «Liquid Sky», «Password» и «Fever 95». По мнению Грува, это первый релиз в России музыки в стиле джангл.
В 1997 году Грув вместе с сыном Иосифа Кобзона, Андреем Кобзоном, выпустил альбом «Иосиф Кобзон — Ремиксы».
В 1999 году стал первым продюсером проектов «Гости из будущего» и «Никита».
В 2001 году стал автором саундтрека к фильму Романа Качанова «Даун Хаус».
В 2003 году создал ремикс на композицию «Город не спит!» для Шеff'а.
В 2004 году ремикс заглавной темы классики советского кино «Служебный роман» занял второе место в чарте «Еврохит Топ 40» Европы Плюс. В том же году создал несколько ремиксов гимна «Клуба весёлых и находчивых» («Мы начинаем КВН»), которые звучат в начале и в конце игр Высшей лиги, начиная с финала 2004 года.
В 2006 году совместно с коллегами открыл в Москве образовательный центр для продюсеров и диджеев — школа AUDIO.
В 2007 году создал ремикс на тему из киножурнала «Ералаш» в исполнении Елены Камбуровой.
В 2008 году записал совместную композицию с рэп-группой Bad Balance «Новый рэп старой школы».
В 2010 году написал музыку к фильмам «Фобос. Клуб страха» и «Наша Russia: Яйца судьбы».
В 2013 году написал музыку к фильму «Попугай Club».
В 2015 году написал музыку к фильму «Зелёная карета».
В 2016 году написал музыку к фильмам «Маршрут построен» и «Молот», а также принял участие в съёмках клипа «Когда мы были молодыми» с группой «Руки Вверх!».
В 2017 году стал композитором мини–сериала «Борец» и телесериала «Дом фарфора».
В 2020 году написал музыку к фильму «Смертельные иллюзии».
В 2021 году написал музыку к фильмам «Стендап под прикрытием» и «Честный развод».
В 2022 году написал музыку к фильмам «Булки», «Дополнительный урок», «Честный развод 2», сериалу «Я слежу за тобой». Также написал музыкальное сопровождение к анимационному фильму «Чинк: хвостатый детектив» киностудии «Союзмультфильм». И поучаствовал в съёмках сериала «Жена олигарха 2» на «СТС».
Осенью 2023 года записал совместный трек с рэпером Баста «Джунгли зовут», после чего принял участие в съёмках видеоклипа.

## Критика

### Рейтинги
В 2011 году журнал «Афиша» поместил песню диджея Грува «Счастье есть» (1996) в список «99 русских хитов» за последние 20 лет, назвав её «первым и, вероятно, единственным прецедентом появления крупного политика в российском шлягере».

## Награды и номинации
В 1996 году DJ Грув был представлен в номинации «Лучший диджей года» на российской церемонии награждения премии «Золотой Птюч '96», организованной журналом «Птюч» в московском клубе «Мастер» 28 декабря 1996 года.
По итогам 1996 года, подведённым журналом «ОМ», Грув победил в номинации «Лучший диджей года» за композицию «Счастье есть».
В 1997 году песня «Счастье есть» победила в номинации «Композиция года» на церемонии вручения премий в области танцевальной культуры «Funny House Dance Awards '96», учреждённой радио «Максимум» и «Райс-ЛИС’С». Церемония прошла в технопарке «Пирамида» (СК «Олимпийский») в феврале 1997 года.
В 1998 году видеоклип на песню «Ноктюрн. Часть 3» победил в номинации «Видео года» на церемонии вручения премий в области танцевальной культуры «Funny House Dance Awards '97», учреждённой радио «Максимум» и «Райс-ЛИС’С». Также на церемонии DJ Groove победил в номинации «Артист года». Церемония прошла в развлекательном комплексе «Пирамида» (СК «Олимпийский») 24 января 1998 года и транслировалась по телеканалу Муз-ТВ.

## Личная жизнь

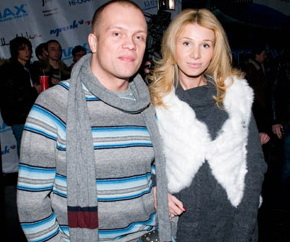
С первой женой Александрой (DJ Sandra) на премьере фильма «Аватар» (2009)

Был женат на Александре Рудиной — участнице проекта «Audio Girls». Развёлся в 2015. Второй раз женился в феврале 2016 на Денизе Вартпатриковой.
DJ Грув коллекционировал вино, окончил курсы сомелье, руководит собственной школой электронной музыки «Аудио школа DJ Грува». Сын Марк (род. 12 августа 2017 года).

## Дискография

DJ Грув в 2022 году

### Альбомы
| 1996 — Счастье есть |
| --- |
| 1. Не останавливайся 2. Возвращение в 80-е 3. Жизнь — это танцы 4. Счастье есть 5. Серьёзный бит 6. Хаус джем 7. Любовь 8. 100 % 9. Я говорю с тобой 10. Outro |

| 1997 — Ноктюрн |
| --- |
| 1. Мечта 2. Ноктюрн. Часть 1 3. Метеор 4. Вечное движение 5. Ромео и Джульетта 6. Ноктюрн. Часть 2 7. Get Funky 8. Энергия 9. Ноктюрн. Часть 3 10. Outro 11. Где-то далеко (Real Groove Mix) (feat. Иосиф Кобзон) |

| 2000 — Шесtь |
| --- |
| 1. Ответ 2. Дискофан 3. Мария 4. Весна 2000 5. Crazy Guitar 6. Девушка моей мечты 7. Меланхолия 8. Крылья 9. Сейчас я улечу 10. Я так тебя люблю 11. Yo Body & Yo Soul (feat. DJ Packman) 12. Мир, что снится (feat. NATO) 13. Три слова (feat. Найк Борзов) |

| 2002 — Мужики не танцуют |
| --- |
| 1. До небес. Часть 1 2. Разве можно так 3. Я помню 4. Глубоко в настроении 5. До небес. Часть 2 6. Итак 7. Adagio 8. Паника в толпе 9. Мужики не танцуют 10. Ода к радости 11. Воркута-Сочи 12. Коралловые бусы 13. Город не спит 14. Это по любви (feat. Мумий Тролль) 15. Пять минут (feat. Людмила Гурченко) |

| 2002 — Я люблю тебя rock’ом (CD5) |
| --- |
| 1. Я люблю тебя rock’ом (Remix) (Руки Вверх) 2. Я люблю тебя rock’ом (I Love Mono Mix) (DJ Dan) 3. Я люблю тебя rock’ом (Rockom Baby) (Отпетые Мошенники) 4. Я люблю тебя rock’ом (Go Mix) (CJ Choops & CJ Plus) 5. Я люблю тебя rock’ом (Mozart Mix) (Павел Есенин) 6. Я люблю тебя rock’ом (Nikk Old Suck Mix) (DJ Nikk) 7. Fuck Bonus Track (feat. Паштет) 8. No Topless! |

| 2003 — Зеркало (DJ вурГ)                                                                                                  |
| --- |
| 1. Зеркало 2. Агрофобия 3. Мефисто 4. Грех 5. Бассформация 6. Механика 7. Пираньи 8. Трафик 9. Истерия 10. Мефисто (Микс) |

| 2004 — Служебный роман |
| --- |
| 1. Служебный роман 2. Печаль (Remix) (feat. Виктор Цой) 3. Падают звёзды 4. Мелодика 5. Почему (feat. Радиус Project) 6. Нежность 7. Где же ты 8. Магия 9. Бесконечность 10. В трансе 11. Бездна (Outro) 12. Меткая лошадка (Mash Mix) (feat. Гости из Будущего & Найк Борзов) |

| 2004 — Служебный роман 2 |
| --- |
| 1. Утро (Служебный роман 2) 2. Встреча (Цыган) 3. Падают звёзды 4. Футбольный гимн 5. Почему (feat. Радиус Project) 6. Нежность 7. Где же ты 8. Магия 9. Бесконечность 10. В трансе 11. Бездна 12. Служебный роман |

| 2007 — Белый альбом |
| --- |
| 1. Спасите детей 2. Мне грустно 3. Ритмы и чувства 4. Мы можем летать 5. Свет луны 6. Мои слёзы 7. Сердцебиение небес 8. Холодное дыхание 9. Саша 10. Опустошённая душа |

| 2007 — ЯD |
| --- |
| 1. Яд / Poison 2. Люблю тебя / Love You 3. Поднимите ваши руки! / Get Your Hands Up! 4. Хамелеон / Chameleon 5. Колокола из ада / Hells Bells 6. Крутой DJ / Rock DJ 7. Лесбиянка / Lesbian 8. Ты мой Дик! / U Ma Dick! 9. Машина снов / Dream Machine 10. Я ненавижу джаз! / I Hate Jazz! 11. Торпеда / Torpedo 12. Вставай! / Stand Up! |

| 2011 — Черно-белый альбом |
| --- |
| 1. So Late 2. Clouds 3. I Feel You 4. Hold You Tight 5. The Next Day 6. Tears From You Soul 7. I Never Loved You 8. Nothing To Loose 9. The Game 10. We Don’t Stop 11. No More |

| 2011 — Я верю |
| --- |
| 1. Поздно (feat. Александр Маршал) 2. Я верю (feat. Гарик DMC B & Иракли) 3. Неминуема (feat. Loc Dog & Phil Shabin) 4. Все вместе (feat. Корни) 5. Так и знай! (feat. Audio Girls) 6. I Can' Take 7. Мир без любви 2010 (feat. DJ Sandra) 8. My Love (feat. Audio Girls) 9. Rain 10. Sasha WTF? 11. Поздно 12. Я верю 13. Неминуема |

| 2014 — My Story In Progress |
| --- |
| 1. Intro 2. My Story In Progress 3. It’s The Drums 4. MXXXIII (feat. Le Truk) 5. That’s A Monster 6. Flip The Switch 7. Jah Is Da Maker 8. Worm Of Love 9. Nail 10. Spirits 11. What? 12. Nitrogen 13. Soul Magnit 14. Deep In My Soul (DnB Mix) |

### Ремикс-альбомы
| 1996 — Мальчишник представляет DJ Грув: Поговорим о сексе |
| --- |
| 1. Секс без перерыва (Deep House Mix) 2. Поговори с ней о сексе (Progressive Dub Mix) 3. Секс без перерыва (Original House Mix) 4. В последний раз (Deep Jungle Mix) 5. Танцы (100 % Dance!) 6. Я хочу тебя (Happy Hardcore Mix) 7. Я не буду с тобой (Anticapella Jungle Mix) |

| 1997 — Иосиф Кобзон — Ремиксы (Я техно отдал всё сполна) |
| --- |
| 1. Попурри (Remix Новые Композиторы) 2. Облако 3. Боль моя 4. S P Y-2 5. А у нас во дворе (Remix Новые Композиторы) 6. На рыбалке (Remix Новые Композиторы) 7. На память (Remix Новые Композиторы) 8. Вдоль по Питерской (Remix Voyager) 9. Поехали (Remix DJ Иван) 10. Хава Нагила (Remix Евгений Родионов) 11. S P Y-1 |

| 1997 — Владимир Кузьмин — Ремиксы |
| --- |
| 1. Семь морей (New Energy Mix) 2. Моя любовь (Pure House MIx) 3. Когда меня ты позовёшь (Original House Mix) 4. Я не забуду тебя (Full Vocal Mix) 5. Ясная звезда (Funky Dream RMX) 6. Когда меня ты позовёшь (Lyric Club Version) 7. Я не забуду тебя (First Club Dub) 8. Похожа на мечту (Classic Groove House Mix) |

| 1999 — DJ Грув и все, все, все… |
| --- |
| 1. Любочка (Pumping House Mix) (feat. Маша и Медведи) 2. Беги от меня (feat. Гости из Будущего) 3. Моя любовь (Pure House Mix) (feat. Владимир Кузьмин) 4. Танцуй, пока молодой (Speed Garage Dub) (feat. Олег Газманов) 5. Нелюбимая (Artcore Heaven Mix) (feat. A’Studio) 6. Отражение в воде (feat. Lika Star) 7. Цветы (More NRG Mix) (feat. Блестящие) 8. На вечеринке (Jazzy House Dub) (feat. Стрелки) 9. Поговори с ней о сексе (Funky Dance Mix) (feat. Мальчишник) 10. В платье белом (Big Beat Mix) (feat. Ляпис Трубецкой) 11. Небо (Radio Edit) (feat. I.F.K.) |

| 2007 — Последние киноремиксы |
| --- |
| 1. Вокзал прощания (17 мгновений весны) 2. Камыш 2007 3. Прелюдия (9 рота) (Total Electrohouse Mix) 4. Мой ласковый и нежный зверь 5. Добро пожаловать, или Посторонним вход воспрещён! 6. Rock On The Ice 7. Man Of Mystery (Начало) 8. Ералаш 2007 9. El Bimbo (DJ Groove Version) 10. Погода (Служебный роман) 11. Юность в сапогах (Солдаты) 12. Вокзал прощания (17 мгновений весны) (Radio Mix) 13. Мой ласковый и нежный зверь (Radio Mix) 14. Прелюдия (9 рота) (Radio Mix) |

### Синглы
- 1996 — Счастье есть
- 1997 — Ноктюрн № 3
- 1998 — Storm Crew «Step off»
- 2000 — Ответ
- 2003 — Я люблю тебя rock’ом
- 2003 — Город не спит! (feat. Мастер ШЕFF)
- 2004 — Служебный роман (из к-ф «Служебный роман»)
- 2004 — Утро (Служебный роман 2)
- 2005 — Берегись автомобиля (из к-ф «Берегись автомобиля»)
- 2006 — 17 мгновений весны (из т-ф «Семнадцать мгновений весны»)
- 2012 — Наступает ночь (feat. «Мираж»)
- 2013 — Pаз в год (feat. Гарик DMC B)
- 2013 — POP DOPE
- 2014 — Улетай
- 2014 — Гори, гори ясно (feat. Талица)
- 2014 — Here We Go Again
- 2014 — Drill My Brain (feat. Audio Girls)
- 2014 — Убить Буратино
- 2015 — Новый рэп старой школы (feat. «Bad Balance»)
- 2015 — Sunrise (feat. Molodoj & Philipp Leto)
- 2015 — Flower Duet (feat. Anna Netrebko)
- 2015 — Отпусти (feat. Ёлка)
- 2016 — Я найду тебя (feat. Burito) (из к/ф «Зелёная карета»)
- 2016 — Я не знаю, кто мы (feat. Burito)
- 2017 — If U Wanna Party (feat. Booty Brothers)
- 2017 — His Rockin' Band (feat. Jazzy Funkers trio)
- 2017 — 1+1 / Rise Again
- 2017 — Рисунками (feat. Ustinova)
- 2018 — Помоги (feat. Burito & Black Cupro)
- 2018 — Without Your Love (feat. Chirs Willis)
- 2019 — Runaway
- 2020 — Пятница вечер (feat. Митя Фомин)
- 2020 — Сноб (feat. Александр Гудков)
- 2020 — Накрывает (feat. Black Cupro)
- 2021 — Zozulya (feat. Бег Вреден)
- 2021 — NOW (feat. justboy)
- 2021 — Рисунками (feat. Ustinova)
- 2021 — Пьяные Драконы (feat. Mishrooms)
- 2021 — Маршрут построен (feat. Slider & Magnit & Кравц)
- 2022 — На заре (feat. Arutyunov)

### Компиляции
- 2003 — Dj Mix drum’n’bass
- 2003 — Dj Mix techno
- 2003 — Dj Mix house
- 2005 — Underground Acid Techno DJ Mix

### Музыка к фильмам
- 2001 — «Даун Хаус»
- 2010 — «Фобос. Клуб страха»
- 2010 — «Наша Russia: Яйца судьбы».
- 2013 — «Попугай Club».
- 2015 — «Зелёная карета».
- 2016 — «Маршрут построен»
- 2016 — «Молот»
- 2017 — «Борец» (мини-сериал)
- 2017 — «Дом фарфора» (телесериал)
- 2020 — «Смертельные иллюзии»
- 2021 — «Стендап под прикрытием»
- 2021 — «Честный развод»
- 2022 — «Булки»
- 2022 — «Дополнительный урок»
- 2022 — «Честный развод 2»
- 2022 — «Чинк: хвостатый детектив»
- 2022 — «Я слежу за тобой» (сериал)
- 2023 — «Полярный 3» (сериал)
- 2024 — «Возвращение попугая Кеши»
- 2024 — «Маме снова 17»
- 2024 — «Подростки. Первая любовь»

### Фильмография
- 2001 —  «Даун Хаус» — водитель такси
- 2023 — «Полярный 3» — камео
- 2025 —  «Москва слезам не верит. Всё только начинается»